# Glyphocrangon neglecta
Espèce
Glyphocrangon neglecta est une espèce de crevettes marines de la famille des Glyphocrangonidae.

## Habitat et répartition
Cette crevette est présente à une profondeur de 365 mètres à 1 090 mètres.